# 요안나 프란치스카 드 샹탈
성녀 요안나 프란치스카 드 샹탈(라틴어: Sancta Ioanna Francisca de Chantal, 1572년 1월 28일 - 1641년 12월 13일)은 로마 가톨릭교회의 성인이며, 남편을 여읜 후에 가톨릭 여자 수도회를 설립하였다.

## 생애
요안나 프란치스카는 1572년 1월 28일 프랑스 동부 디종에서 귀족 가문의 둘째 딸로 태어나 18개월 만에 어머니를 여의고 20세 때에 크리스토프 드 샹탈 남작과 결혼하였다. 6남매의 어머니가 된 그녀는 28세가 되던 해에 불의의 사고로 남편과 사별하고 미망인이 되었다. 어느 날 그녀는 디종의 생트샤펠 성당에서 성 프란치스코 살레시오 주교를 만나 그의 강론을 듣게 되었다. 요안나 프란치스카는 프란치스코 살레시오의 강론을 듣고 대단한 감명을 받아 그를 찾아가 영적 지도를 받았다. 그리고 그의 도움을 받아 건강이 좋지 않아서 또는 나이 제한 때문에 수도회 입회를 거절당한 여성들을 위해 성모 마리아 방문 수녀회를 조직하게 되었다. 이에 대해 사람들이 비판하자 그녀는 “여러분은 제가 어떻게 하면 좋겠습니까? 저는 아픈 사람들을 제 자신처럼 사랑합니다. 저는 그들의 편입니다.”라는 유명한 말을 하였다.
요안나 프란치스카는 1641년 12월 13일 물랭에 있는 성모 마리아 방문 수녀회 수녀원에서 69세의 나이로 선종하였으며, 시신은 안시로 옮겨져 성 프란치스코 살레시오의 무덤 옆에 매장되었다.

## 시성
요안나 프란치스카는 1751년 11월 21일 교황 베네딕토 14세에 의해 시복되었으며, 1767년 7월 16일 교황 클레멘스 13세에 의해 시성되었다. 원래 가톨릭 전례력에서 그녀의 축일은 12월 12일이었지만, 2001년 12월 18일 교황청 경신성사성의 교령에 따라 8월 12일로 변경되었다. 그 이유는 1999년 3월 25일 교황 요한 바오로 2세가 과달루페의 성모 기념일을 12월 12일로 지정했기 때문에 전례적인 기념에 어려움이 있다는 이유에서였다.